# Stefan Kałęcki
Stefan Kałęcki (ur. 1 września 1893 w Warszawie, zm. 19 marca 1942 w Jerozolimie) – major pilot Wojska Polskiego, komendant Szkoły Orląt.

## Życiorys
Ukończył Szkołę Techniczną Drogi Żelaznej Warszawsko-Wiedeńskiej. 5 lutego 1915 r., jako ochotnik, zgłosił się do służby w Legionie Puławskiego. Odbył przeszkolenie w rosyjskiej Szkole Oficerskiej w Pskowie i 6 grudnia 1916 r. służył jako chorąży w Brygadzie Strzelców Polskich. W 1917 r. został przeniesiony do 2. Dywizji Strzelców Polskich. Od czerwca 1918 r. służył w 1. Dywizji Strzelców Polskich. 
Wstąpił do odrodzonego Wojska Polskiego w lutym 1919 r. i w 26. pułku piechoty pełnił funkcję dowódcy kompanii technicznej. 18 lipca 1919 r. został przeniesiony do 27. pułku piechoty, a 19 maja 1921 r. został przeniesiony do Adiutantury Generalnej Naczelnego Dowódcy Wojsk Litwy Środkowej. We wrześniu 1922 r. został dowódcą Kwatery Głównej Naczelnego Dowództwa Wojsk Litwy Środkowej.
Od 16 grudnia 1924 r. rozpoczął szkolenie pilotażowe w Szkole Pilotów w Bydgoszczy, które ukończył 25 sierpnia 1925 r. Jako pilot, w stopniu majora, został przydzielony do 1. pułku lotniczego. W czerwcu 1929 r. został mianowany komendantem Szkoły Podchorążych Lotnictwa. 25 listopada 1931 r. odniósł obrażenia w wypadku lotniczym ale pozostał na służbie. W listopadzie 1933 r. odszedł ze stanowiska komendanta SPL i został skierowany do 6. pułku lotniczego. 30 września 1935 r. został uznany za niezdolnego do wykonywania lotów z uwagi na stan zdrowia.

## Ordery i odznaczenia
- Złoty Krzyż Zasługi,
- Order św. Stanisława III kl. z mieczami i kokardą.